# Joli-Cou, histoire d'un pigeon
Joli-Cou, histoire d'un pigeon (Gay-Neck, the Story of a Pigeon) est un roman pour enfants écrit par Dhan Gopal Mukerji en 1927 et illustré par Boris Artzybasheff. Le livre a remporté la médaille Newbery en 1928, prix littéraire américain attribué au meilleur livre pour enfants. 
Le roman est traduit en français par Berthe Cavin aux éditions J. H. Jeheber en 1933. 

## Présentation
Le roman présente la vie de Joli-Cou, un pigeon indien prisé. Mukerji a écrit que « le message implicite dans le livre est que l'homme et les animaux ailés sont frères ». Il a déclaré qu'une grande partie du livre est basée sur ses expériences d'enfance avec un groupe de quarante pigeons et leur chef, car le garçon dans le livre est Mukerji lui-même. Il a dû s'inspirer des expériences d'autres personnes pour certaines parties du livre, comme celles qui ont formé des pigeons voyageurs à la guerre. Le livre offre un aperçu de la vie d'un garçon de haute caste au début des années 1900 ainsi que de la formation des pigeons. Plusieurs chapitres sont racontés du point de vue de Joli-Cou, le pigeon parlant à la première personne. Elizabeth Seeger écrit dans une note biographique sur Mukerji que « Joli-Cou a été écrit en Bretagne, où chaque après-midi il lisait aux enfants réunis autour de lui sur la plage le chapitre qu'il avait écrit le matin ». Dans un article de la revue de littérature jeunesse The Lion and the Unicorn, Meena G. Khorana qualifie le roman de l'un des rares romans pour enfants d'auteurs occidentaux ou indiens à explorer l'Himalaya de manière significative (plutôt que de simplement l'utiliser comme décor), et note la façon dont Mukerji rappelle leur « grandeur et pouvoir spirituel ». 

## Résumé
Joli-Cou, ou Chitra-Griva, est né d'un jeune propriétaire en Inde. Les parents de Joli-Cou lui apprennent à voler, mais il perd bientôt son père dans une tempête et sa mère à cause d'un faucon. Son maître et Ghond le chasseur l'emmènent dans le désert, mais il devient si effrayé par les faucons qu'il s'enfuit et se retrouve dans une lamaserie où les moines bouddhistes sont en mesure de le guérir de sa peur. Lorsque son jeune maître rentre chez lui, il trouve Joli-Cou qui l'attend. Mais Joli-Cou décide de faire d'autres longs voyages, à la grande consternation du garçon. Puis, pendant la Première Guerre mondiale, Joli-Cou et Ghond finissent par voyager en Europe où Joli-Cou sert de pigeon messager. Il est pourchassé par des aigles-machines allemands (avions) et est gravement traumatisé lorsqu'un de ses camarades messagers est abattu. Joli-Cou et Ghond survivent à peine et Joli-Cou se retrouve incapable de voler. Ghond, Joli-Cou et son maître retournent à la lamaserie près de Singalila, où Ghond et Joli-Cou doivent être débarrassés de la haine et de la peur de la guerre. Après cela, Ghond réussit à traquer un buffle qui a tué un villageois, mais éprouve des remords d'avoir à tuer l'animal. Joli-Cou disparaît une fois de plus, mais quand les deux autres rentrent chez eux, ils découvrent, à leur grande joie, que Joli-Cou les y a devancé en volant. 